# Richard Bass
Richard Daniel "Dick" Bass (21 tháng 12 năm 1929 – 26 tháng 7 năm 2015) là một doanh nhân, chủ trang trại và nhà leo núi người Mỹ. Ông là chủ của Khu nghỉ dưỡng Trượt tuyết Snowbird ở Utah và là người đầu tiên leo tất cả "Seven Summits," bao gồm những đỉnh núi cao nhất ở mỗi lục địa.
Ông trở thành người lớn tuổi nhất leo đỉnh Everest vào thời điểm đó, khi ông 55 tuổi, với chuyến đi thành công năm 1985. Ông leo núi cùng với David Breashears và Ang Phurba (người Nepal), và Richard đã vượt qua kỷ lục cũ thiết lập bởi người Anh Chris Bonington với khoảng cách 5 tuổi, người mà trước đó chỉ mới leo núi vào tháng 4 năm 1985 khi ông này 50 tuổi. Kỷ lục của Bass đứng vững cho tới năm 1993 khi phá vỡ bởi nhà leo núi 60 tuổi Ramon Blanco.

## Thiếu thời
Richard Bass sinh ngày 21 tháng 12 năm 1929 tại Tulsa, Oklahoma. Ba ông, Harry W. Bass, Sr., là một người đồng sáng lập Goliad Corporation và Goliad Oil and Gas Corporation. Ông có một anh trai Harry W. Bass, Jr.. Bass cùng với gia đình chuyển tới Texas sinh sống vào năm 1932.
Bass theo học tại Texas Country Day School và sau là Highland Park High School ở Dallas, Texas. Ông ghi danh vào Yale University năm 16 tuổi và tốt nghiệp vào năm 1950 với tấm bằng địa lý. Sau khi hoàn thành một vài công trình sau đại học tại University of Texas, Bass phục vụ 2 năm trong Hải quân Hoa Kỳ trên tàu sân bay USS Essex trong khoảng thời gian chiến tranh Triều Tiên.

## Sự nghiệp
Bass quay lại Texas vào năm 1953 để tham gia điều hành công việc kinh doanh dầu khí và trang trại của gia đình. Ông là chủ của trang trại ở Central Texas.
Trong thập niên 1960, Dick đầu tư $10,000 phát triển khu nghỉ dưỡng trượt tuyết ở Vail, Colorado. Ông cũng xây dựng khu dân cư cá nhân lớn nhất ở Vail, và mời Tổng thống Gerald Ford và gia đình đến đây vào mùa đông. Ông nằm trong Ban điều hành Vail Associates, Inc từ năm 1966 đến 1971.
Bass mở Snowbird Ski Resort cùng với nhà đầu tư Ted Johnson vào năm 1971. Ông là người sở hữu duy nhất cho tới khi ông bán cổ phần của mình vào tháng 5 năm 2014.

## Leo núi
Cùng với Frank Wells, chủ tịch một thời của hãng Walt Disney, Bass tham gia vào thách thức phiêu lưu chinh phục những đỉnh cao của châu lục: Denali, Bắc Mỹ; Aconcagua, Nam Mỹ; Núi Elbrus, châu Âu; Núi Kilimanjaro, châu Phi; Vinson Massif, châu Nam Cực; Núi Kosciuszko, Australia; và Núi Everest, châu Á.
Bass trở thành người đầu tiên chinh phục tất cả Seven Summits (đỉnh cao nhất của mỗi châu lục) vào ngày 30 tháng 4 năm 1985. Tại thời điểm đó, ông cũng là người lớn tuổi nhất đã chinh phục Núi Everest. Sau đó, ông là đồng tác giả của cuốn sách Seven Summits miêu tả thành công của mình.
Cuốn sách Into Thin Air của Jon Krakauer cho rằng việc Bass chinh phục Everest đã kéo ngọn núi này vào "thời kỳ hậu hiện đại" trong đó các cuộc chinh phục thương mại trở thành một ngành kinh doanh béo bở và thúc đẩy các nhà leo núi ít kinh nghiệm trả một số tiền lớn cho các công ty để chinh phục Everest.

## Đời tư
Bass kết hôn ba lần. Ông cưới Rita Crocker. Sau đó, họ ly dị và ông kết hôn với Marian Martin. Họ cũng ly dị và ông kết hôn với Alice Wosham. Ông có hai con trai Jim và Richard Jr. (còn được gọi là Dan), và hai con gái sinh đôi Bonnie Bass Smith và Barbara Bass Moroney.

## Mất
Bass mất ngày 26 tháng 7 năm 2015 ở Dallas, Texas do bệnh idiopathic pulmonary fibrosis. Đám tang của ông được cử hành tại Nhà thờ St. Michael và All Angels Episcopal ngày 31 tháng 7 năm 2015 ở Dallas.